# 하쿠요역
하쿠요역(일본어: 柏陽駅)은 일본 홋카이도 기타미시에 위치한 홋카이도 여객철도 세키호쿠 본선의 철도역이다. 역 번호는 A61이며, 단선 승강장 1면 1선의 구조를 갖춘 고가역이다.

## 역 주변
- 국도 제39호선

## 역사
- 1957년 12월 1일 : 일본국유철도의 하쿠요 가승강장으로서 개업. 여객 취급만.
- 1987년 4월 1일 : 일본국유철도 분할 민영화에 의해, 홋카이도 여객철도가 승계.
- 1990년 3월 10일 : 영업 거리 설정.
- 1992년 10월 1일 : 고가화에 의해 이토시노 방향으로 600m 이설.

## 인접 역
| 세키호쿠 본선                | 세키호쿠 본선   | 세키호쿠 본선              |
| ---------------------------- | --------------- | -------------------------- |
| A60 기타미 신아사히카와 방면 | ■ 세키호쿠 본선 | 이토시노 A62 아바시리 방면 |